# مرسدس-بنز یو.اس. اینترنشنال
مرسدس-بنز یو.اس. اینترنشنال (انگلیسی: Mercedes-Benz U.S. International) شرکت خودروسازی آمریکایی آلمانی است، که در سال ۱۹۹۳ توسط شرکت مرسدس-بنز تأسیس شد.